# Beleder
Beleder (Belveder en aragonés mediorribagorzano) es una localidad española deshabitada perteneciente al municipio de Campo, en la Ribagorza, provincia de Huesca, Aragón. Se encuentra dentro del valle del Ésera y en las faldas del monte Cervín y cerca del embalse de Argoré.

## Toponimia
El topónimo en aragonés Belveder proviene del latín BELLUM VIDERE (bella vista en castellano).

## Patrimonio
- Iglesia parroquial de finales del siglo XVII.[3]

## Rutas
Las siguientes rutas de senderismo pasan por la localidad:
- PR-HU 50